# 托伊馬河
托伊馬河是俄羅斯的河流，位於烏德穆爾特共和國和韃靼斯坦共和國，屬於卡馬河的右支流，河道全長124公里，流域面積1,446平方公里，發源自烏德穆爾特共和國，最後在葉拉布加注入古比雪夫水庫。